# Breznik (Bułgaria)
Breznik (bułg. Брезник) – miasto w Bułgarii, w obwodzie Pernik. W 2019 roku liczyło 3 850 mieszkańców.